# Gotipua

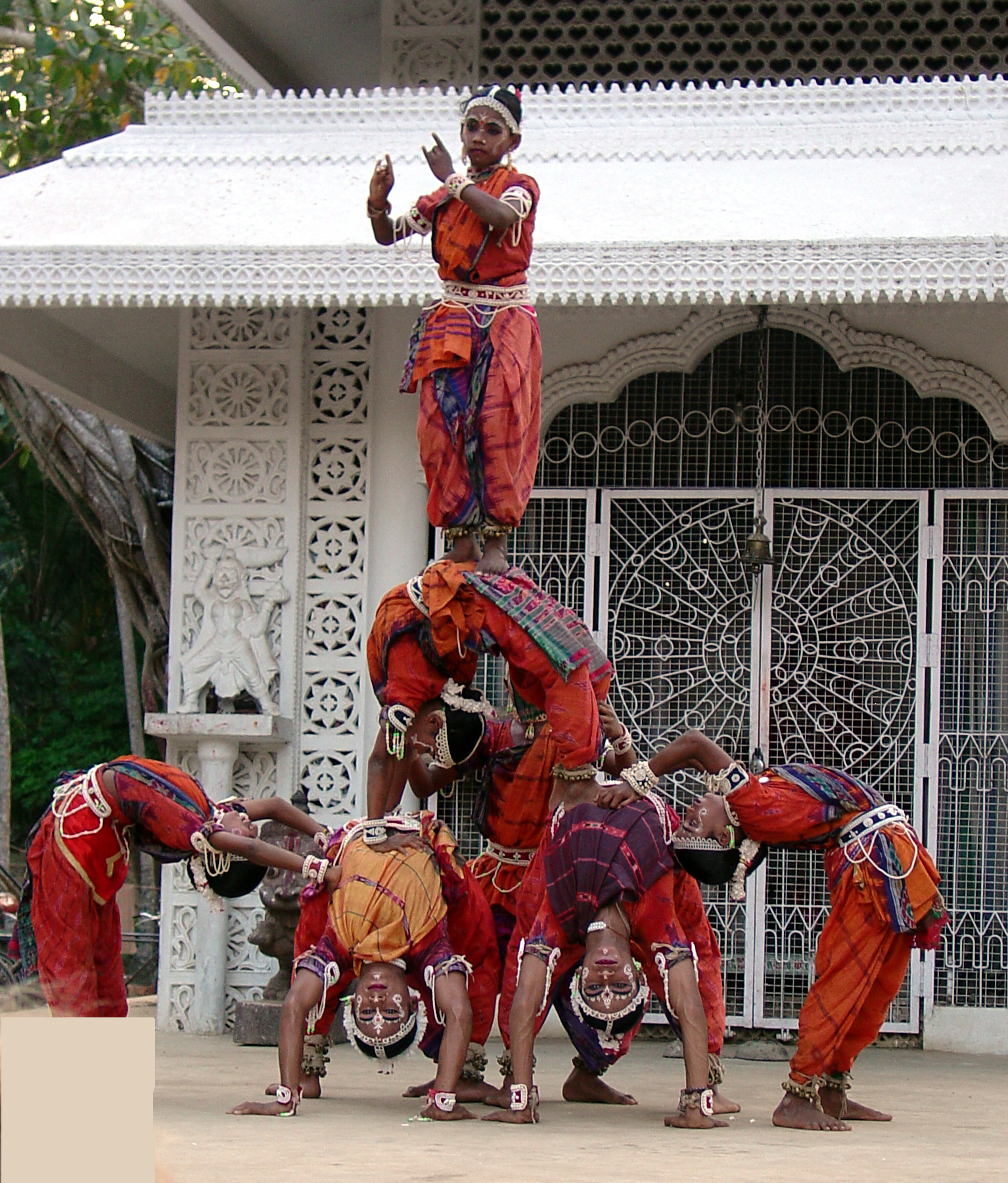
Danse gotipua à Raghurajpur.

Le gotipua (Odia - ଗୋଟିପୁଅ, prononcé goṭipuå) est une forme de danse traditionnelle de l'État d'Odisha, en Inde, et le précurseur de la danse classique odissi. Elle est pratiquée en Orissa depuis des siècles par de jeunes garçons qui s'habillent en femmes pour louer Jagannath et Krishna. La danse est exécutée par un groupe de garçons qui exécutent des figures acrobatiques inspirées de la vie de Radha et Krishna. Les garçons commencent à apprendre la danse dès leur plus jeune âge jusqu'à l'adolescence, lorsque leur apparence androgyne change. Dans la langue odia, Gotipua signifie « garçon célibataire » (goti-pua). Raghurajpur (près de Purî), dans l'Odisha, est un village historique connu pour ses troupes de danse Gotipua. La danse des Gotipuas est accompagnée de musique traditionnelle odissi, la percussion principale étant le mardala.

## Danseurs
Pour se transformer en danseuses gracieuses et féminines, les garçons ne se coupent pas les cheveux, mais les coiffent en chignon et y tissent des guirlandes de fleurs. Ils se maquillent le visage avec un mélange de poudre blanche et rouge. Le kajal est appliqué largement autour des yeux pour leur donner un aspect allongé. Le bindi, généralement rond, est appliqué sur le front, entouré d'un motif réalisé en bois de santal. Des peintures traditionnelles ornent le visage, qui sont propres à chaque école de danse.
Le costume a évolué au fil du temps. La tenue traditionnelle est un kanchula, un chemisier aux couleurs vives avec des décorations brillantes. Un tissu de soie brodé en forme de tablier (nibibandha) est noué autour de la taille comme un volant et porté autour des jambes. Certains danseurs adhèrent encore à la tradition en portant un pattasari : un morceau de tissu fin d'environ 4 m de long, porté serré avec des longueurs égales de tissu des deux côtés et un nœud sur le nombril. Cependant, cette tenue traditionnelle est souvent remplacée par un tissu nouvellement conçu, plus facile à enfiler.
Les danseurs portent des bijoux en perles spécialement conçus : colliers, bracelets, brassards et ornements d'oreilles. Les bijoux de piercing au nez ont été remplacés par un motif peint. Des cloches de cheville sont portées pour accentuer les rythmes frappés par les pieds. Les paumes des mains et la plante des pieds sont peintes d'un liquide rouge appelé alta.

## Histoire
Il y a longtemps, les temples d'Orissa avaient des danseuses connues sous le nom de Devadâsî (ou mahari), qui étaient dévouées à Jagannath, ce qui a donné naissance à la danse Mahari. Les sculptures de danseurs sur des bas-reliefs dans les temples d'Orissa (et les temples de Jagannath à Purî et de Sūrya à Konârak) démontrent cette ancienne tradition. Avec le déclin des danseurs mahari vers le XVIe siècle, sous le règne de Rama Chandra Dev (fondateur de la dynastie Bhoi), les garçons danseurs d'Orissa ont perpétué la tradition. La danse Gotipua est de style Odissi, mais sa technique, ses costumes et sa présentation diffèrent de ceux du mahari ; le chant est fait par les danseurs. La danse odissi actuelle a été influencée par la danse Gotipua. La plupart des maîtres de la danse odissi (comme Kelucharan Mohapatra, de Raghurajpur) étaient des danseurs Gotipua dans leur jeunesse.
La danse odissi est une combinaison de danses tandava (vigoureuses, masculines) et lasya (gracieuses, féminines). Il comporte deux postures de base : le tribhangi (dans lequel le corps est maintenu avec des flexions au niveau de la tête, du torse et des genoux) et le chouka (une position carrée, symbolisant Jagannath). La fluidité du haut du torse est caractéristique de la danse odissi, qui est souvent comparée aux douces vagues de la mer qui caressent les plages de l'Orissa.
Chaque année, le Centre de recherche Guru Kelucharan Mohapatra Odissi organise le festival de danse gotipua à Bhubaneswar.